# Mini-jazz
Il mini-jazz (Haitiano: mini-djaz) è un formato ridotto di band méringue-compas della metà degli anni '60 caratterizzato dalla formula rock band di due chitarre, un basso e un tamburo-conga-cowbell; alcuni usano un sax alto o una sezione completa di fiati, mentre altri usano una tastiera, una fisarmonica o una chitarra solista.

## Origini
L'occupazione degli Stati Uniti del 1915-34 introdusse la musica jazz ad Haiti. I gruppi musicali locali venivano talvolta chiamati jazz in confronto al jazz delle big band americane.  La parola "jazz" è diventata l'equivalente di banda o orchestra. Il movimento mini-jazz iniziò a metà degli anni '60, quando piccoli gruppi chiamati mini-djaz, nati dai gruppi rock and roll leggero di Haiti dei primi anni '60 chiamati yéyé band, suonavano il compas con chitarre elettriche accoppiate, basso elettrico, batteria e altre percussioni, spesso con un sassofono.
Questa tendenza, lanciata dai Shleu-Shleu dopo il 1965, include numerosi gruppi provenienti dai quartieri di Port-au-Prince, in particolare dal sobborgo di Pétion-Ville. Tabou Combo, Les Difficiles, Les Loups Noirs, Les Frères Déjean, Les Fantaisistes de Carrefour, Bossa Combo e Les Ambassadeurs (tra gli altri) formarono il nucleo di questo movimento di musica popolare della classe media. All'inizio degli anni '70, la sezione kadans tutti-corni della band Exile One guidata dal talentuoso Gordon Henderson, fu la prima ad usare i sintetizzatori per la loro musica, che altri giovani gruppi di cadence o compas di Haiti (mini-jazz) e delle Antille francesi emulavano negli anni '70.
Nello stesso periodo, popolari gruppi di mini-jazz come Tabou Combo, Original Shleu Shleu e Volo Volo de Boston erano in tournée in tutte le città del Nordamerica con musicisti della diaspora haitiana, creando una scena mini-jazz in particolare a Miami (Magnum Band) e New York (Gypsies de Queens).